# Mariä Himmelfahrt (Oberhartheim)

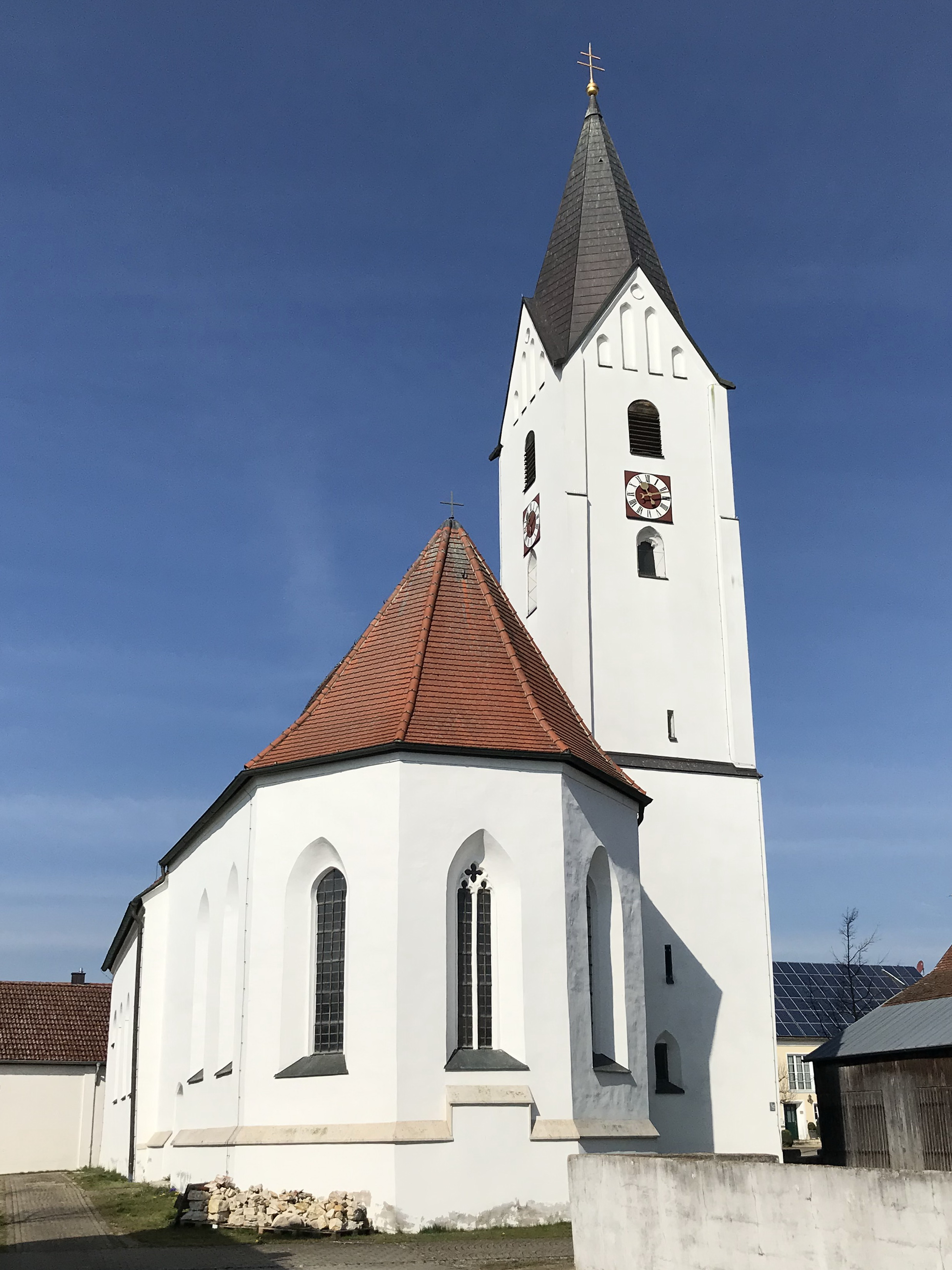
Mariä Himmelfahrt in Oberhartheim

Die römisch-katholische Filialkirche  und Wallfahrtskirche Mariä Himmelfahrt steht in Oberhartheim, einem Gemeindeteil der Stadt Vohburg an der Donau im oberbayerischen Landkreis Pfaffenhofen an der Ilm. Sie ist in der Liste der Baudenkmäler in Vohburg an der Donau unter der Nr. D-1-86-158-73 eingetragen. Die Kirche gehört zum Dekanat Geisenfeld-Pförring im Bistum Regensburg.

## Beschreibung
Die spätgotische Saalkirche wurde 1421 vom Kloster Weltenburg erbaut. Sie bestand zunächst aus einem Langhaus, dem eingezogenen, dreiseitig geschlossenen Chor im Osten und dem Chorflankenturm an der Nordwand des Chors. Um 1700 wurde das Langhaus erneuert und ein nördliches Seitenschiff angefügt, sodass die Saalkirche zur asymmetrischen Hallenkirche erweitert wurde.
Die Innenräume des Langhauses und des Seitenschiffs sind mit Flachdecken überspannt, der Innenraum des Chors mit einem Stichkappengewölbe.
Die drei Altäre wurden um 1700 gebaut. Die zentrale Figur des Hochaltars ist in der großen rundbogigen Nische das Gnadenbild der Wallfahrtskirche, eine sitzende Madonna mit Kronze und Zepter. Auf ihrem Schoß sitzt das Jesuskind. Diese Statue wird auf die Zeit um 1490 datiert, während die ansonsten barocke Ausstattung der Kirche im 17. Jahrhundert entstand.